# 軌道宇宙飛行

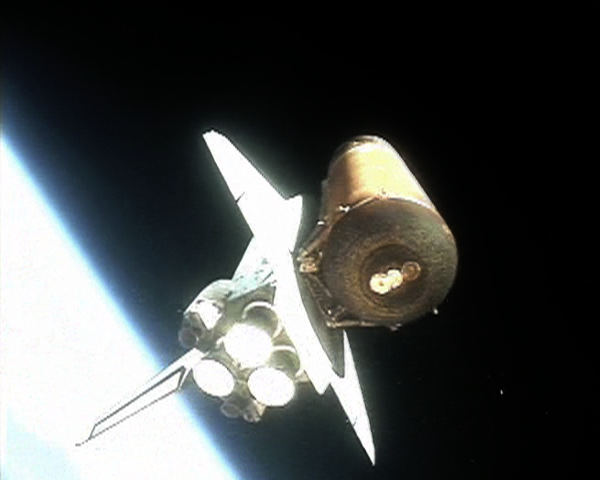
スペースシャトルディスカバリーロケットが軌道速度に到達し、ブースター分離直後に見られる。

軌道宇宙飛行（きどううちゅうひこう、英語: Orbital spaceflight or Orbital flight）は、宇宙船が少なくとも1つの軌道の間宇宙に留まることができる軌道上に配置される宇宙飛行。地球の周りでこれを行うには、周囲の高度（最も近いアプローチの高度）が80キロメートル (50 mi)の自由軌道上にある必要がある。これは、 NASA 、アメリカ空軍、およびFAAによって定義された宇宙空間の境界。この高度で軌道を維持するには、約7.8kｍ/sの軌道速度が必要である。軌道高度が高いほど軌道速度は遅くなるが、軌道速度を達成するには、より大きなデルタVが必要である。大気抗力により、円軌道上の物体が推進力なしで少なくとも1回転を完了することができる最低高度は、約150キロメートル (93 mi) 。「軌道宇宙飛行」という表現は、主に宇宙船の遠地点が宇宙に到達するが、近地点が低すぎる飛行である弾道飛行と区別するために使用される。

## 軌道打ち上げ
| 名前           | 最初の打ち上げ | 前回のローンチ | 打ち上げ |
| -------------- | -------------- | -------------- | -------- |
| ボストーク     | 1961年         | 1963年         | 6        |
| マーキュリー   | 1962年         | 1963年         | 4        |
| ボスホート     | 1964年         | 1965年         | 2        |
| ジェミニ       | 1965年         | 1966年         | 10       |
| ソユーズ       | 1967年         | 進行中         | 141      |
| アポロ         | 1968年         | 1975           | 15       |
| シャトル       | 1981年         | 2011           | 134      |
| 神舟           | 2003年         | 進行中         | 6        |
| クルードラゴン | 2020年         | 進行中         | 3        |
| 合計           | -              | -              | 320      |

地球からの軌道宇宙飛行は、推進にロケットエンジンを使用するロケットによってのみ達成されている。軌道に到達するには、ロケットはペイロードに約9.3〜10km/sのデルタVを与える必要がある。
この数値は、主に軌道速度に到達するために必要な水平加速度（約7.8 km/s）だが、大気抗力（長さ20mの高密度燃料ビークルの弾道係数で約300m/s）、重力損失（燃焼時間と弾道とロケットなどを考慮）、そして高度の上昇。
主な実証済みの技術は、重力ターンを実行しながら数キロメートルにわたってほぼ垂直に発射し、次に+170kmの高度で軌道を徐々に平らにし、水平軌道で加速することを含む（重力対抗し、高度を維持するためにロケットを上向きに傾ける） ）軌道速度が達成されるまで5〜8分間の燃焼。現在、必要なデルタVを達成するには、2 - 4段階必要で、ほとんどの打ち上げは使い捨てである。
代わりに、小型衛星用のペガサスロケットは、高度12キロメートル (39,000 ft)の航空機から発射される。
ロケットよりもはるかに低コストで軌道宇宙飛行を達成するため可能性のある多くの提案されている。
宇宙エレベータやロケット以外の打ち上げ方式などのこれらのアイデアのいくつかは、現在知られているものよりもはるかに強力な新しい素材を必要とする。
他に提案されたアイデアには、ロフストロムループなどの地上加速器、リアクションエンジンスカイロンなどのロケット支援航空機/スペースプレーン、スクラムジェットエンジン搭載のスペースプレーン、RBCC搭載のスペースプレーンなどが含まれる。また貨物用に銃発射も提案されている。
2015年から、 スペースXは、軌道宇宙飛行のコストを削減するためのより段階的なアプローチで大きな進歩を示した。コスト削減の可能性は、主に再利用可能なロケットブースターステージとドラゴンカプセルによる推進力のある着陸の先駆者ですが、ペイロードフェアリングなどの他のコンポーネントの再利用、スーパー・ドラコなどのより効率的なロケットエンジンを構築するためのスーパーアロイの3D印刷の使用も含まれます。これらの改善の初期段階では、軌道打ち上げのコストを桁違いに削減できます。

## 安定性

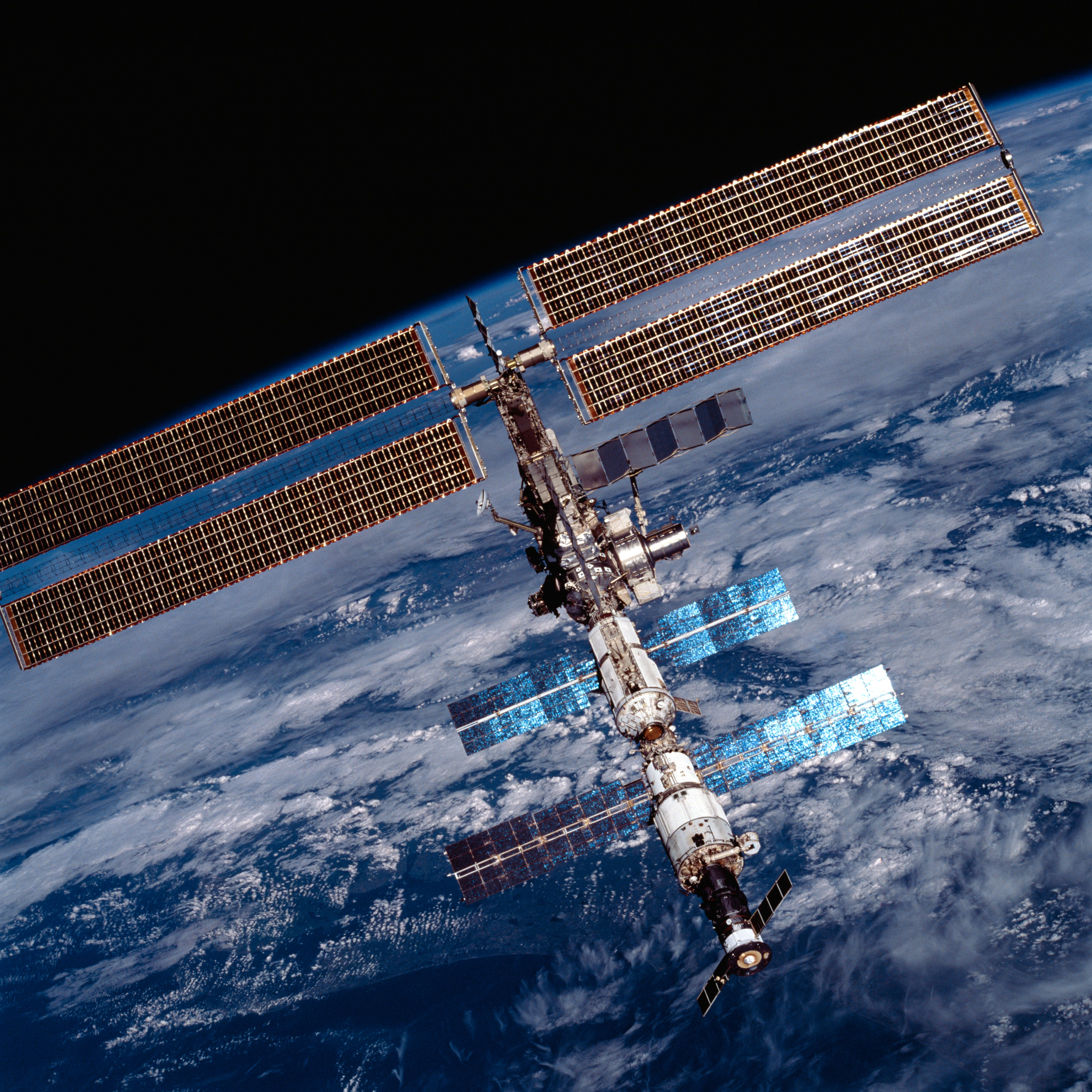
2001年に地球軌道上に建設中の国際宇宙ステーション。軌道を維持するために定期的に再ブーストする必要がある。

高度約200km未満の軌道上にある物体は、大気の抗力のために不安定であると見なされる。衛星が数か月以上、安定した軌道を維持するには350kmが、低軌道より標準的な高度。
1958年2月1日、エクスプローラー1衛星は、358キロメートル (222 mi)の軌道に打ち上げられた。 1970年3月31日に太平洋上空に再突入するまで、12年以上軌道上に留まっていた。
ただし、軌道上でのオブジェクトの正確な動作は、高度、弾道係数、および上層大気の高さに影響を与える可能性のある宇宙天気の状態によって異なる。

## 軌道
地球の周りの軌道には、低軌道（LEO）、中軌道（MEO）、静止軌道（GEO）の主要な3つの「バンド」がある。
軌道力学により、軌道は地球の周りの特定の大部分が固定された平面にあり、これは地球の中心と一致し、赤道に対して傾斜している可能性がある。地球はこの軌道内でその軸を中心に回転し、宇宙船の相対運動と地球の表面の動きによって、宇宙船が地面から空に現れる位置と、地球のどの部分が宇宙船から見えるかによって決まる。垂直線を地球の表面に落とすことにより、宇宙船が地球のどの部分の真上にあるかを示す地上軌道を計算することができ、これは軌道を視覚化するのに役立つ。

## 軌道マヌーバ

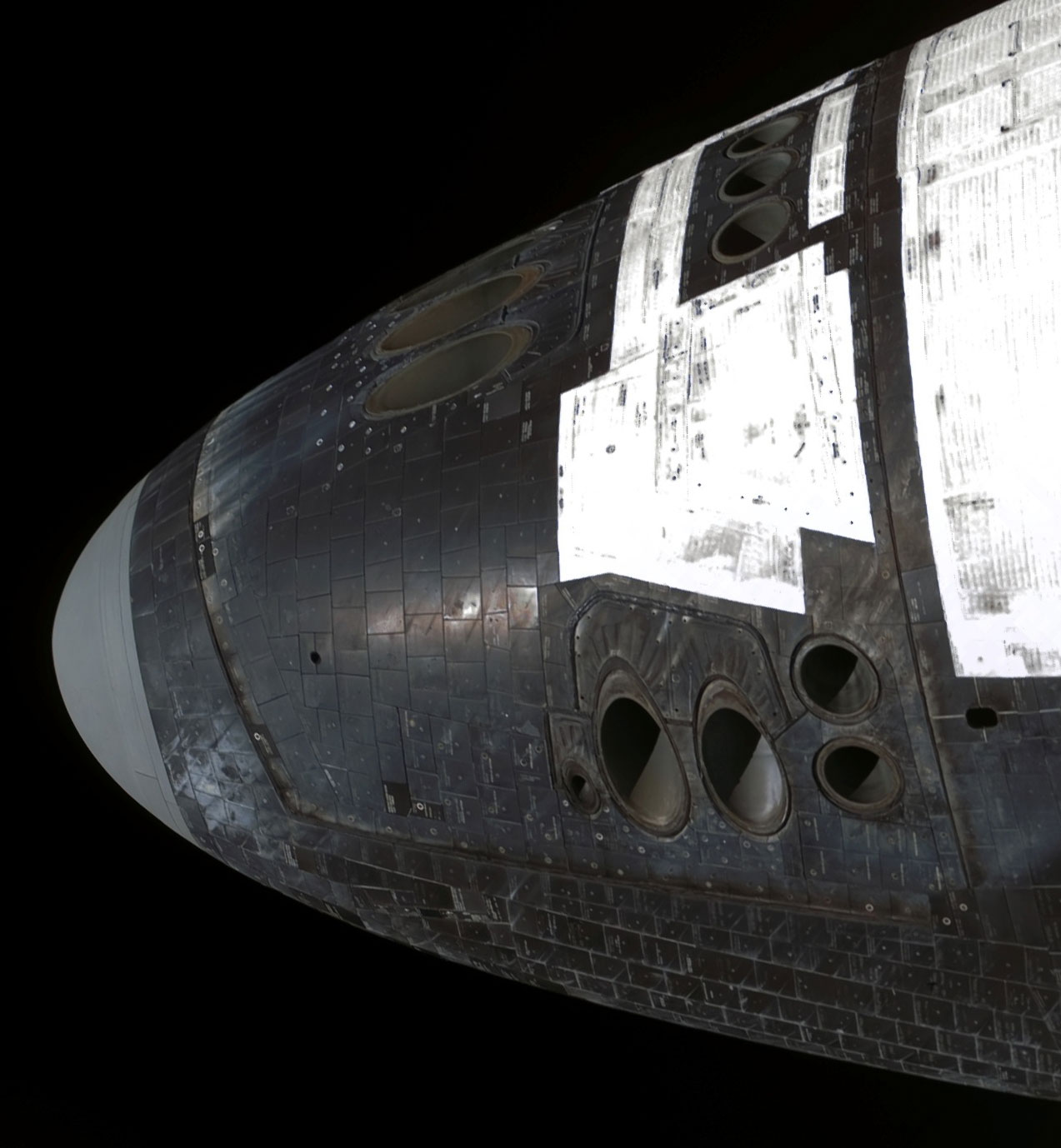
スペースシャトルの前方姿勢制御スラスター

宇宙飛行では、軌道マヌーバは、推進システムを使用して宇宙船の軌道を変更する。地球から遠く離れた宇宙船（たとえば、太陽の周りの軌道にある宇宙船）の場合、軌道マヌーバは深宇宙マヌーバ（DSM）と呼ばれる。

## 軌道離脱と再突入
帰還する宇宙船（有人の可能性のあるすべての宇宙船を含む）は、より高い大気層にいる間に可能な限り減速する方法で、地面への衝突（リソブレーキ）、燃え尽きたりしないようにする必要がある。多くの軌道宇宙飛行では、最初の減速は、ロケットエンジンの逆噴射によって、軌道を軌道下の軌道に（ペリジーを大気中に下げることによる）摂動させる。低軌道にある多くの宇宙船（例：燃料を使い果たした、その他の理由で機能しない超小型衛星または宇宙船）は大気抗力（空力ブレーキ）を使用して軌道速度からの初期減速を行う。すべての場合において、最初の減速が軌道近地点を中間圏に下げると、すべての宇宙船は、空力ブレーキの大気抗力効果により、残りの速度のほとんどを失い、したがって運動エネルギーを失う。
意図的な空力ブレーキは、極超音速で大気を通過することによって引き起こされる大気の圧縮と摩擦によって発生する高温から保護するために、熱シールドにより宇宙船の外壁を保護する。熱エネルギーは、主に宇宙船に入る熱を最小限に抑えることを目的として、鈍い熱シールドの形状を使用し、宇宙船の前方の衝撃波で空気を圧縮加熱することによって放散される。
はるかに低速である準軌道宇宙飛行での再突入時はそれほど多くの熱を発生しない。

## 歴史
- スプートニク1号は、軌道宇宙飛行を実現した最初の人工物だった。 1957年10月4日にソビエト連邦によって打ち上げられた。
- 1961年4月12日にソビエト連邦によって打ち上げられたボストーク1号は、ユーリイ・ガガーリンを乗せ、地球軌道に到達した最初の有人宇宙飛行に成功した。
- 1963年6月16日にソビエト連邦によって打ち上げられたボストーク6号は、ワレンチナ・テレシコワを乗せ、地球軌道に到達した女性による最初の成功した宇宙飛行だった。
- 2020年5月30日にスペースXと米国によって打ち上げられたクルードラゴンデモ-2は、地球軌道に到達した民間企業による最初の成功した有人宇宙飛行だった。